# Amiserica schoedli
Amiserica schoedli är en skalbaggsart som beskrevs av Ahrens och Pacholatko 2005. Amiserica schoedli ingår i släktet Amiserica och familjen Melolonthidae. Inga underarter finns listade i Catalogue of Life.